# Creoleon pauperatus
Creoleon pauperatus är en insektsart som först beskrevs av Navás 1914.  Creoleon pauperatus ingår i släktet Creoleon och familjen myrlejonsländor. Inga underarter finns listade i Catalogue of Life.